# マアカル地方

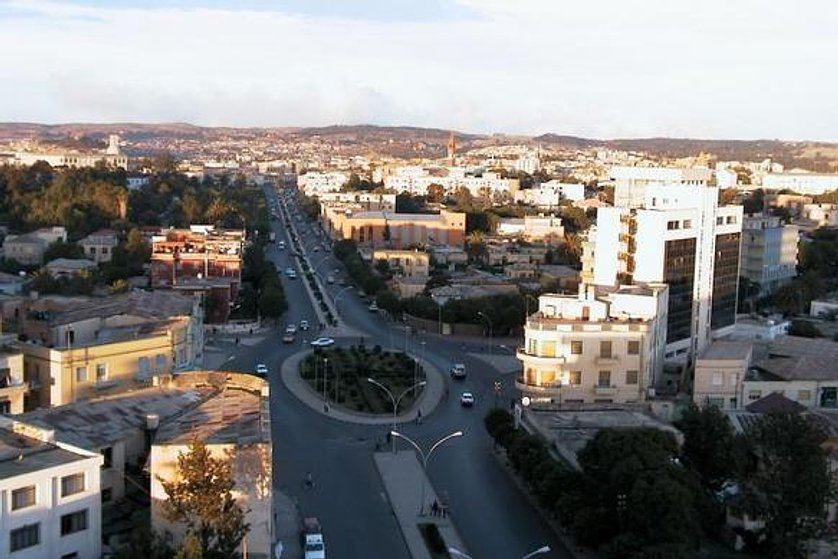
アスマラ市内

マアカル地方（ティグリニャ語:ዞባ ማእከል〔Zoba Ma'akel〕、英：Maekel,MaakelまたはCentral region）は、エリトリアの行政区画。

## 概要
マアカル地方は、エリトリア最小の地方であり、首都アスマラを含む地方である。この地方は海岸線を持たず、北西にアンセバ地方、北東にセメナウィ・ケイバハリ地方（北紅海州）、南にデブブ地方、西にガシュ・バルカ地方との州境を持つ。 行政官はテウェルデ・カラティ（2007年）。建造物の大半はイタリア植民地時代の影響を受けた19世紀から20世紀前半のものである。

## マアカル地方の下部行政区画
- ベリク地区（英語版） - 行政府所在地：ベリク（英語版）(Berikh)
- ガラ・ネフィ地区（英語版） - 行政府所在地：ガラ・ネフィ（英語版）(Ghala Nefhi)
- 北東部地区（英語版）(Distretto di Nord Est)
- 北西部地区（英語版）
- セレジャカ地区（英語版） - 行政府所在地：セレジェカ（英語版）(Serejeka)
- 南東部地区（英語版）(Distretto di Sud Est)
- 南西部地区（英語版）(Distretto di Sud Ovest)